# 漂流教室
『漂流教室』（ひょうりゅうきょうしつ）は、楳図かずおの漫画。『週刊少年サンデー』（小学館）にて1972年から1974年にかけて連載された。

## 作品解説
荒廃した未来世界に校舎ごと送られてしまった主人公の少年・高松翔ら、小学校児童たちの生存競争を描いた作品。
担当編集者の「のっけから、ドーンと盛り上がるモノにしてほしい」という要望を快諾した楳図かずおは、以前から考えていた「『十五少年漂流記』を学校ぐるみでやる」という構想を元として、「時間を越えた母子の愛」と当時問題となりつつあった公害をテーマに盛り込んだ。以前からの構想やアイデアがあったため、冒頭からラストまでのかなり細かい部分を頭の中で作り上げてから書き始めたという。楳図は、本作においての編集者との会話は、先述の一言と、膨大な量のメモを見たときの「もうそろそろいいんじゃないの」だけであったと述べている。
作品名は編集会議で決まったが、楳図はもう一つの作品名として「ただいま」を挙げている。ミュージシャンでもある楳図は、後に「ただいま」という曲を発表している。
こうして『週刊少年サンデー』1972年23号から1974年27号まで連載された本作は、1974年に刊行が始まった少年サンデーコミックスに初めて収録された作品でもある。楳図の元々の持ち味である恐怖漫画のテイストに加え、意表をついた物語の展開も読者に衝撃を与え、楳図は本作も含めた一連の作品で1975年に第20回小学館漫画賞を受賞している。
連載終了後に続編の企画が持ち上がることにより、楳図は「最終話に出たロケットで子供たちが宇宙へ飛ぶ」という設定を考えたが、その言葉が浮かんだ時点で違和感を覚えたため、続編執筆の話は取り止めになった。しかし、その設定は後の楳図が「続編」と銘打った『14歳』で描かれることになる。また、楳図は「『14歳』ではなぜ本作の地球が砂漠と化したのかを描いてみたかった」とも語っている。
2007年10月から12月にかけて発売された復刻版には、コミックス版で入れられなかった雑誌掲載時の扉絵や製作時にカットされたページも挿入された。また、2012年に刊行が始まった『14歳』復刻版の全巻購入者特典として、本作の創作ノートが刊行された。

## あらすじ
高松翔は、大和小学校の6年生。ある日、翔は母親とケンカをしたまま学校に行き、授業中に激しい地震のような揺れに襲われる。揺れはすぐに収まったが、学校の外は岩と砂漠だけの荒れ果てた大地に変貌していた。突然の出来事に皆パニックに陥り、教師たちは全員亡くなってしまう。やがて荒廃した世界の正体が、文明の崩壊によって滅んだ未来の世界だと知った子供達は互いに協力し、大和小学校を拠点とした「国」を築くことを決意する。大和小学校国の総理大臣として児童の代表となった翔は、児童たちみんなが家族であるという意識の下、規律正しい生活のもとで困難を乗り越えていけるよう精一杯の努力を重ねようとする。
しかし、飢餓や未知の事象に対する恐怖心からくる狂気や内部対立、伝染病の蔓延、唯一生き残った大人である関谷の暴虐、荒廃した未来に棲息する未来人類の襲撃などの脅威により、児童たちの数は日を追う毎にじわじわと減っていく。更に、学校をタイムスリップさせる原因となった手製のダイナマイトによる爆発事件の犯人が翔であったというデマが流れ、翔は次第に孤立してしまう。
常識を超越した出来事が次々と振り掛かる中、翔と過去の世界を繋ぎ止め、翔にとっての唯一の心の支えとなっていたのは、5年生の少女・西あゆみのもつ不思議な力で時空を超えて母とコンタクトを取れるという、不思議な現象だけだった。周囲が子供達の帰還を諦める中、息子の帰還を信じる翔の母は、西の不思議な力によって未来にいる翔と仲間達に必死の思いで援助の手を差し伸べ続けていた。
その後、自らの意思で学校を出て行った後、息も絶え絶えの状態で戻ってきた女番長の口から「天国」の存在を知らされた翔たちは、学校一帯を覆わんとする高濃度の光化学スモッグの雲から逃れるため、富士山にあるという「天国」の存在に一縷の望みを託し、生き残った児童たちを連れて「天国」を目指して荒野を行進する。迫りくる化学スモッグや広大な地割れを乗り越え、翔たちがたどり着いた「天国」。そこは未来の科学力で築かれたレジャーランドの残骸の残る場所であった。暴走したロボット達の襲撃から逃れた翔たちは、その奥に鎮座するコンピューターから、自分たちが元の世界に戻るための重要な糸口が大和小学校そのものにあることを知る。
しかし、飢餓による苦しみと、翔の存在を疎み対立する同級生の大友らのグループとの抗争の激しさはついに頂点に達し、狂気に駆られた子供達は無残な殺し合いを始めてしまう。理性でこの事態を耐え切った翔は自分が爆発事件の犯人だと告白する振りをしてみんなをおびき寄せつつ学校に戻り、今こそ元の世界に帰ることができる最後のチャンスだと説得する。しかし、大友たちは聞く耳を持たず翔を殺そうと一斉に攻め寄った。
今まさに翔が殺されようとした時、大友はとっさにみんなから翔を庇い、事の真相を激白した。大和小学校を未来に飛ばすことになった大地震は、優等生であることを求め続けられる苦悩から逃れんがために、校舎を吹き飛ばそうとして彼が仕掛けた手製のダイナマイトが原因だったこと。罪悪感のあまり、翔に全ての責任を押し付けていたこと。全ての真相が明らかになった今、翔は大友と固く手を握り合って和解し、再び友情を取り戻す。
「強大なエネルギーの発生によって次元の裂け目を生み出すこと」。それが、「天国」のコンピューターが語った、過去の世界に帰る唯一の手段であった。大友の残したダイナマイトの最後の1本に望みを託し、翔たちはエネルギーの発生源を生み出すべくダイナマイトを爆発させるが、思惑は外れる。爆発の影響で火山活動が活発になってきたことを利用して再び挑戦するも、失敗に終わってしまうのだった。
落胆の中、翔たちが見たものは荒れ果てた世界に垣間見えた、命の再生の片鱗であった。その様を見た翔は、「荒廃した世界の復興こそ自分たちが未来世界に来た意味だった」と結論付け、ここに留まることこそが自分たちの選ぶべき道なのだとみんなに力強く語る。そして、過去の世界から母親の手で送られてきた援助物資により、過去と未来の世界に繋がりが生まれたことに希望を見出した翔たちは、過去への帰還を諦める代わりに、爆発に巻き込まれ一緒に未来に来てしまった幼稚園児のユウちゃんをなんとか過去の世界に送り届けようとする。幼いながらも、悲惨な未来の姿をその目で見続けてきたユウちゃんは、未来の地球を絶対に荒廃させないよう努力することを翔たちに誓い、みんなに見守られながら過去の世界へと帰っていった。
翔が未来に来てから書き綴ってきた日記はユウちゃんの手から翔の母親へと手渡され、それによって未来と過去を繋ぐ架け橋が生み出された。未来の世界で息子が元気に生きていることを知った翔の母は、天を見上げて未来の世界への希望に想いを馳せるのだった。

## 登場人物

### 主要人物
高松 翔（たかまつ しょう）
本作の主人公。大和小学校6年3組。元気で明るいごく普通の少年。スポーツ刈りにした頭が特徴。血液型はAB型。悪戯好きで勉強は苦手（但し、知識や判断力には優れており、頭は良い）、親にも迷惑をかけてばかりいたやんちゃな子供だったが、荒廃した未来の世界に飛ばされてからは現状をいち早く理解し、皆を纏めあげ、普段の人望の厚さもあって大和小学校国の総理大臣に選出される。統率力と生来の責任感の強さから皆を引っ張り、下級生達の兄として、また幼いユウちゃんの父として行動する。未来に漂流する前では母と喧嘩別れになってしまったが、欲しかった未来カーを我慢して母へ腕時計をプレゼントしようとするなど基本的に母に対する敬慕は深い。下級生の目撃証言により（他にも何者かが流したデマもあって）漂流の原因を作った犯人にされる。『漂流教室』の物語は漂流中に彼がつけていた日記という体裁で語られていく。運動神経も良いらしく運動会ではリレー選手にも選ばれていた。
終盤で大友と和解した後、現在へ帰還するため、大友の残した最後のダイナマイトでタイムスリップを敢行するものの失敗してしまう。落胆の中、世界再生の片鱗を未来世界の中に見出したことで、自分達が未来にやって来た意味が『荒廃した未来を再生させるためだ』という結論に行き付く。そして彼は生き残った仲間と共にこの世界に生きる決意を固める。
大友（おおとも）
大和小学校6年3組のクラス委員長。成績優秀で、顔も中々整っている。翔によって大和小学校国の厚生大臣に選ばれ、翔に次ぐNo.2的な立場を得る。個人的感情や考え方の違いから対立し、翔と決裂した後は旧校舎を拠点に別グループを編成し、翔と真っ向から対立するが最終的には友情を取り戻し、現代へ戻るために尽力する。冷静で合理的な判断を下し、自己犠牲の精神もある一方、物事が順調に運ばなかった場合に大声を上げて八つ当たりしたりと堪え性がなく、助からないと判断した仲間を躊躇なく見捨てたり、邪魔な者には冷淡にあしらう等、翔との決裂もこの性格が災いして起こった。しかし漂流以前の翔との関係は良好で、度々翔の家にも遊びに行っていた(一方で大友は序盤は翔を名前で呼ぶ事が多かったが、対して翔は大友の事は一貫して名字で呼んでいた)。実は日々自我を殺して優等生を演じることを死ぬほど苦痛に感じており、そこから学校を無くしてしまおうと職員室にダイナマイトを仕掛け、学校を未来へタイムスリップする契機を生み出した張本人である事が物語の終盤になって判明した(小説版では、学校に仕掛けられたダイナマイトを発見しただけになっている)。その罪の重さに耐え切れず、疑惑の掛かった翔に罪を擦り付けて平静を保っていた。やがてそれが殺し合いに発展する結果になり、更なる罪悪感に苦しみ続けていたが、終盤で良心の呵責に耐えかねてついに全てを告白したが、翔の言葉に救われる。また密かに川田咲子に恋していたが、彼女が翔に好意を寄せていた事も翔へのコンプレックスの一端となっていた。和解後、プロポーズとも受け取れる言葉で想いを告げる。大学生の兄が一人いる。最後まで母に思われている翔とは対照的に、いともあっさりと母親に見捨てられてしまう(小説版では諦めつつも、後述のように帰還を願うシーンも存在する)。翔と同じく運動神経抜群で、運動会のリレー選手の実績がある。小説版では下の名前は「正雄」（まさお）になっている。
川田 咲子（かわだ さきこ）
大和小学校6年3組。ヒロイン。クラスでの席は翔と隣同士。男勝りでしっかりした性格。やや上で縛ったポニーテールが特徴。血液型は翔と同じAB型。翔に好意を持っており、どんな時でも翔に従って行動する。しかしその心理は何処か恋愛感情というよりも執着心に近いものがあり、大友の槍から翔を守ろうとするのも、ユウちゃんの母親的存在として行動するのも、全て翔への想いのためである。翔が不在の時や倒れた時は、彼に代わって皆の指揮を取ることが多い。運動神経は良く、リレーの選手にも選ばれていたようだ。また戦時下のニューギニア島の逸話、ペスト、盲腸などの知識も豊富で頭が良い。「川田さん」「咲子さん」「咲ちゃん」など様々な名で呼ばれるが、翔からは「咲っぺ」と呼ばれている。小3の弟がいる。最後まで生き残ったが、終盤で自分の翔への想いが原因で元の世界に戻れないと告げ、そのショックで自殺を図ろうとするが大友に止められた。
西 あゆみ（にし あゆみ）
大和小学校5年生。この物語のもう一人のヒロイン。容貌はとても美しく、咲子とは対照的に大人しく物静かな性格。幼い頃に転んで脊髄を痛めたために足が不自由で、松葉杖を常備している。その所為で皆から除け者にされ、一人で空想ばかりしていた。そのおかげか、自身の体を通じて現代にいる翔の母・恵美子と翔の意思疎通を媒介する超能力のような力が身についており、唯一、未来と現代を繋ぐ架け橋となって、翔たちが危機を脱する決め手を何度も作り出すことになった。最初は儚げでか弱かったが、翔の盲腸手術の時に自ら助手として名乗り出るなど、徐々に強靭な意志を見せるようにもなっていく。現代との交信は体力を著しく消耗するようで、物語の後半ではほとんど意識が戻らない状態に陥っていた（過去と未来とを繋ぐ交信超能力は眠った状態でのみ発現されるが、最終盤で超能力を使い果たすことで目覚めの予兆を見せていた）。出身は長野県。両親は既に他界し、東京の叔父の元で暮らしていたものの叔父からも白目で見られる辛い日々を送っていた。二年生の頃仲田と同じクラスになった事があり、差別されていた自分を庇ってくれたことから、怪虫の生みの親として敵視される仲田を庇った。最後まで生き残った。
小野田 勇一（おのだ ゆういち）
3歳児。未来の世界では本人がフルネームを言えなかったために「ユウちゃん」とのみ呼ばれている。漂流前日に翔と出会い、次の日も遊ぶ約束を守って校庭の砂場にいたため、漂流に巻き込まれる。ただし行方不明者には含まれていない（恐らく小学校に来ていた事が目撃されなかったため）。お屋敷町に住んでいる。未来に飛ばされた当初は幼児らしい多少我侭な面も見せており、終盤では他の子供達が未来世界で生きる決意をした後も現代に戻りたがっていた。漂流中の幾多の困難を翔たちと共に潜り抜けるうちにある強い決意を胸に抱き、終盤で子供達の中で唯一、現代に帰還する事となる。苗字の由来はフィリピンから終戦後30年目にして日本に帰国した元陸軍少尉の小野田寛郎。
関谷 久作（せきや きゅうさく）
「長吉製パン」というパン屋、及び学校給食全般の納入をしている。年齢は38歳。学校給食を卸しに来たところ漂流に巻き込まれる。漂流以前は優しい人物を装っていたが、漂流後は残忍醜悪な本性を現し、学校を支配しようと目論む。「学校ごと未来にタイムスリップした」という状況を信じず、未来世界は「荒廃した現代」だと思っており、アメリカ軍の救助を待っている。後に怪虫に襲われた時、余りのショックで一時幼児退行を起こすが、あるきっかけで再び意識を取り戻し、何度も子供たちの足を引っ張ることになる。最後の“大人”であった若原がいなくなってからは事実上作中における唯一の大人になる。暴行の多くは己の欲望を満たすためであり、狂騒的に殺人に耽る子供達とは対照的でもある。最後まで高松たちの足を引っ張る作品中最大の悪役とでもいうべき存在だったが、ユウちゃんが現在に戻る帰還の儀式を妨害しようとした際、馬内によって顔面をつかまれ両目をつぶされ、地面に後頭部を何度も打ちつけられ、さらに首を絞められて妨害を止められる。結局現代に帰還することは叶わず、高松たちと共にこの世界に取り残されてしまった。生死は不明。小説版では50代半ばの設定で、太平洋戦争中に軍事教練を受けた過去を持つ。
実在の漫画家、関谷ひさし（本名、関谷久）から取ったと推測される。
高松 恵美子（たかまつ えみこ）
翔の母親。漂流が起こったの日の朝に翔と喧嘩したまま別れることになってしまう。漂流勃発後は息子を案ずる余りに精神に破綻をきたしかけるが、西あゆみの超能力を通じて翔ら子供達が生きていることを確信してからは理性を取り戻し、翔とのコンタクトの機会を得る度に救援の手を差し伸べるべく奔走する。周りから白い目で見られ恥をかくことになっても耐え忍び、希望を棄ててしまった大友の母に平手打ちをしたり、大雨の中でもペストの治療に必要なストレプトマイシンを探しに出たりと息子に関することでは非常に強い意志と行動力を発揮する。

### 6年3組
山田 信一（やまだ しんいち）
大和小学校6年3組。翔と登校している途中、忘れた給食費を取りに帰ったためただ独り、漂流の難を逃れる。その後、誰もが妄言に取る恵美子の言葉を信じ、彼女に協力する。
柳瀬（やなせ）
大和小学校6年3組の男子。父親が医師で、本人も医師志望だったが、最初はカエルの解剖すら出来ない有様だった(小説版では科学クラブの部長という設定)。ペスト騒動を経て医者としての使命に目覚め、後には麻酔無しの盲腸手術も行う。序盤のみ姓が「保谷（ほや）」だったが、現在刊行されている単行本等では「柳瀬」に統一されている（具体的には2002年刊行の『My First WIDE』1巻で初めて統一された）。小説版では、下の名前は「弘之」（ひろゆき）になっている。最後まで生き残った。
山本（やまもと）
大和小学校6年3組の女子。翔のクラスメイトで最初に混乱し、「おかあさん」と叫びながら（小説では母の幻影を見出しながら）校舎の屋上から転落死した。未来漂流後の最初の死者。下の名前は明確には分からないが、「ノリちゃん」と呼ばれていた事は確認されている。小説版では下の名前は「典子」（のりこ）になっている。
畑（はた）
大和小学校6年3組の男子。関谷に人質に取られた愛川を翔らと一緒に助けに行ったが、関谷に見つかってしまい、包丁で刺殺されてしまった。ピストルに詳しい。池垣と仲が良かった。
大久保（おおくぼ）
大和小学校6年3組の男子。畑と共に関谷に人質に取られた愛川を助けに行ったが、畑が誤って撃った弾丸に当たって死んでしまった。
池垣（いけがき）
大和小学校6年3組の男子。勇敢で行動力があり大和小学校国では防衛大臣に任命される。体育の成績の優秀な5,6年生を選抜・編成して学校の警備・防衛などを担当した。大和小に怪虫が侵入した際には食い止めるために退路を断り果敢に戦ったが、部下共々怪虫に殺された。小説版では、下の名前は「純二」（じゅんじ）になっている。
愛川 京子（あいかわ きょうこ）
大和小学校6年3組の女子で、給食係。序盤で関谷に人質に取られたが、救出された。
吉田（よしだ）
大和小学校6年3組の男子。ペスト発生の際、感染の疑いのある翔たちに会っていたため、抵抗しつつも一緒に退避させられる。翔たちから逃亡し、学校に戻ろうとしたところ、翔たちを殺しにやってきた新大臣の配下に槍で突き刺され死亡。小説版では、パンを盗んだ犯人を探しに関谷が6年3組の教室に侵入した際に、関谷の撃ったピストルの弾に当たり死亡した(原作でも関谷に銃撃されるが銃弾が擦っただけで済んでいる)。
田村（たむら）
大和小学校6年3組の男子。ロッカーに閉じ込められた関谷の口車に乗り、鍵を開けてしまう。ペスト騒動の際には翔と同じクラスであるという理由から、旧校舎に閉じ込められる。
美川（よしかわ）
大和小学校6年3組の女子。給食を食べるユウちゃんを気遣うなど、優しい心を持った少女だったが、大月が未来キノコを食べるのを見て自身もキノコを食べ、親友の小山の願いも空しく未来人へと変貌を始める。未来人のボスを神と崇める「一つ目教」の教祖となるが、その間にも変容は彼女の身体を蝕み続け、最終的には大月らと共に「神」の元へ走る。最後には東京駅地下での邂逅において咲子の必死の叫びに反応、一時的に人間だった頃の記憶を取り戻し、彼女らを逃がすために未来人たちと戦った。その後の消息は不明。小説版では、下の名前は「まゆみ」になっている。将来の夢は音楽家だった。

### 大臣
高松 翔（たかまつ しょう）
大友（おおとも）
池垣（いけがき）
我猛（がもう）
大和小学校5年生の男子。10円ハゲとハナ垂らしという見た目からは想像もつかないがIQ230という天才児。大和小学校国の文部大臣となり、翔の優秀な参謀として現状を的確に分析し、数多くの危機を乗り越える糸口を示した。ペスト事件の際には、ペストの感染の危険性も構わずに翔たちに接するなど深い友情の念も持っている。最後まで生き残り、ユウちゃんが過去に帰還することになった際にはタイムマシンを開発して再開することを約束した。
小説版では、下の名前は「一平」（いっぺい）になっている。
大月（おおつき）
大和小学校6年生の男子。大和小学校国の大臣の一人（役職は不明）となる(小説版では大臣は倉石という生徒が務めており、大月は未来キノコ騒動の際に登場する)。途中で関谷に無理矢理未来キノコを食わされ、性格・容貌ともに変化してしまう。後に子供たちの寝所である体育館を襲うが、それ以来行方を晦まし、最後に現れたのは東京駅での邂逅の時だった。運動神経は良く、リレーの選手に選ばれていたことがある。柴田とは漂流する前から仲良しだった。
小説版ではテレパシーが使えずに食い殺された未来人類だった事となっているが、原作では美川と共に未来人類に変貌しつつある面々に含まれている描写があり、彼らと共に未来人類を食い止めようと戦った。
柴田（しばた）
大和小学校6年生の男子。大和小学校国の建設大臣となる（小説版では池垣の死後に防衛大臣も兼任）。正義感が強く、何かと対立する翔と大友の仲裁役で、大臣の中では存在感も強い。砂漠にて未来人類と戦うが首を噛み千切られて殺される。運動神経は良く、リレーの選手にも選ばれていた。
石田（いしだ）
大和小学校6年生の男子。大和小学校国の食料大臣となる。あまり存在感は無い。東京駅から脱出する際の爆発で鼓膜が破れ、大友が翔を狙い倒した広告の鉄板に潰されるという惨めな最期を遂げる。長いこと登場していたが、名前を呼ばれたのは死ぬ直前が最初で最後だった。運動神経は良く、リレーの選手にも選ばれていた。小説版では姓が「佐々木」に変更されている。
新大臣
大和小学校6年生の男子。本名不詳（小説版では姓は「中村」になっているが下の名前は不明）で、顔に傷跡がある。手下からは「親分」と呼ばれている。ペストが発生した際、感染の疑いのあった翔たち大臣が学校から退避した後、学校を支配する。残忍な性格。本人もペストに罹っており、それを自覚した後は、ペストを一掃するためではなく、逆に被害を拡大させて皆を道連れにすべく、内紛を扇動した。病の進行が早かったせいで投薬が間に合わず、息を引き取る。

### その他の生徒達
川田 たけし（かわだ-）
大和小学校3年生。咲子の弟。漂流後に腹痛を起こし、家へ帰ろうと学校を出て行く。その途中で倒れ、見殺しにされて死亡。腹痛が直接の死因かどうかは不明。小説版では咲子曰く「盲腸かもしれない」といったが、ここでも最終的な死因は明らかにされなかった。
安堂（あんどう）
大和小学校6年1組の男子。翔や若原先生たちと一緒に食料を探しに行ったが、殺人鬼に変貌した若原先生にビニールを顔にまきつけられ土に埋められたが翔たちに助けられた。だが、その後若原先生の乗った車にひかれ死亡。
清野（せいの）
大和小学校6年生の男子。翔や若原先生たちと一緒に食料を探しに行った際、殺人鬼と化した若原先生に最初に車でひかれて死亡。
長田（ながた）
大和小学校6年生の男子。翔や若原先生たちと一緒に食料を探しに行った。足が速く、殺人鬼と化した若原先生の車の追撃からは逃れた。しかし学校に葉っぱ1枚を持ち帰ってきた直後に死亡。
辰巳（たつみ）
大和小学校6年2組の男子。大和小学校の番長的存在だったが、学校の生徒の中に、一人だけよくない人がいるという噂が流れ、それは名字に“た”の字がつく人だと言われて、一、二、三年生に捕まって磔にされて焼き殺されかけた。だが、翔がプールの水を発見した事で助かった。番長と語られてはいるが、磔の場面以外では登場せず、ほとんど存在感を発揮しない。
八田（はった）
大和小学校6年1組の男子。校外に食べ物を探しに行き、大和小学校に隣接して一緒に飛ばされてきたマーケットの倉庫を発見する。たこ八郎を思わせる風貌でシリアスな本作の世界観にはかなり不釣合いなコミカルなデザインとなっている。
赤羽（あかばね）
大和小学校6年生の男子。翔や関谷たちと共に植物を探しに行った際、怪虫を恐れて大友を囮にして学校まで逃亡。その負い目から女番長の手下となる。だがその後再び翔側に戻った日和見主義者。
田代（たしろ）
大和小学校6年生の男子。翔や関谷たちと共に植物を探しに行ったが、恐怖に駆られて赤羽と逃走、だが思い直して怪虫に戦いを挑むも、敢無く怪虫に食われて死んだ。
女番長
大和小学校6年生。小学生なのに化粧をし、吉祥寺や新宿の街をうろつくかなりませた不良少女。本人は「番長」と呼ばれるのが嫌いで「お姫様」と呼ぶように強要する。ケンカの腕も相当に強い。トメ子とハツ子という2人の子分を常に脇に従えている。学校を支配しようと目論み、翔と総理大臣選挙で対決するが1票差で敗れ、トメ子とハツ子、その他女子2人の4人と共に学校を去った。その後見るも無残な姿で一人学校に帰還し、「富士山の向こうに天国がある。」と言い残し、死亡した。トメ子とハツ子、その他の2人はどうなったのかは原作では不明だが、小説版では初子の腐敗した死体が「天国」で転がっていた。
漫画版では本名不詳だが、小説版では高木 摩耶（たかぎ まや）という名前になっている。
仲田（なかた）
大和小学校5年2組の男子。優しい性格と思われ、2年生の時にクラスから差別されていた西あゆみを庇った事がある。未来にいる恐怖から逃れたい一心で常に空腹に苛まれており、それを機に誇大な妄想の怪虫を生み出してしまう。それ故に皆から敵視されてしまう。最後は怪虫の仔から自分を庇ってくれた西あゆみを救うため、自ら石斧で頭をかち割り自殺した。小説版では、下の名前は「俊彦」（としひこ）になっている。
坪田（つぼた）
柴田の紹介で、水や食料の計算を行なった男子。算数が得意。原作では怪虫騒ぎの直後にしか登場しないが、小説版では「天国」に向かう途中の一日の移動距離や、地割れを全員が飛び移るのにかかる時間も計算している。
橋本（はしもと）
大和小学校6年1組の男子。プールで溺れていた所を保健室に運ばれ、黒い斑点が出たためペストであることが発覚した最初の罹患者。翔たちが学校から退避した後、ペストの拡大を恐れた新大臣陣営によって、寝ていた保健室ごとガソリンで焼殺された。感染の経緯は漫画では明確に描かれなかったが、小説版ではアメリカ帰りの杉並区の役人が飼育していて逃亡したリス（ペスト宿主）を拾い、飼育していたためだとされている（どうやら学校にも連れてきていた模様）。水泳が得意らしい。小説版では、下の名前は「春彦」（はるひこ）になっている。
村田（むらた）
翔と共に水を求めて探検に出掛けた男子の一人。未来人類の足跡に気づく。泥の海に飲み込まれてしまう。
野口（のぐち）
学校を山津波が襲った際、咲子と共に体を張って水の浸入を防いだ女子の一人。あまりの水流の強さに手首が千切れてしまった。
小山（こやま）
美川の親友。凶暴化した美川を説得・沈静化し、未来人類の下へ行こうとする彼女を最後まで引き止めた。小説版では、下の名前は「留美子」（るみこ）になっている。
杉山 恵子（すぎやま けいこ）
大和小学校6年生。将来の夢は看護婦で、翔の盲腸手術の際に助手を買って出た。最後まで生き残った。
盲腸になった事のある男子児童
大和小学校6年生。本名不詳。盲腸になった経験から、倒れた翔をすぐさま盲腸だと判断する。その手術の際には、不安で動揺する柳瀬を激励した。その後も幾度か登場を見せ、最後まで生き残った。終盤では池垣の話題も口にしている。
内藤（ないとう）
大和小学校6年生。翔と大友が分裂した後、翔のグループのNo.2的な存在となる。粗暴な性格で、何かにつけて大友のグループとの対立を煽った。後に「天国」で大友に殺害される。小説版では、姓が「林」に変更されている。（下の名前は不明）
朝子
スズランを取りに行った咲子に同行した女子の一人。花壇の前で大友側の男子と刺し違える。殺人を犯した具体的な描写がある唯一の女子。
久美子
スズランを取りに行った咲子に同行した女子の一人。石斧で殴られつつもスズランを託す。
マリ子
スズランを取りに行った咲子に同行した女子の一人。咲子にスズランを託すが、石斧で殴られたために死亡する。

### 教師達
関谷は#主要人物を参照。
若原（わかはら）
大和小学校6年3組担任教師。漂流前は普通の教師で、漂流後も当初は指導力を見せていたが、状況の変化に耐え切れなくなって殺人狂と化し、他の教師や生徒達を次々と手にかけていく。最後はホテルケイヨーで、翔が苦し紛れに突き出したナイフで刺され、転落した。生死不明。
桜（さくら）
大和小学校男性教師。恐るべき状況下にあるにも拘らず、滑稽とも取れる校長の様子を見て錯乱、剃刀で首を切り自殺する。
校長
大和小学校校長。最初は学校の現状を知らず給料泥棒のことで騒いでいたが、事実を知った後は桜同様に錯乱してしまう。小説版では、名前は「高橋 信光」（たかはし のぶみつ）になっている。
教頭
大和小学校教頭。錯乱した校長とは違いそれなりの指導力を発揮していたが、若原に殺害される。
荒川（あらかわ）
大和小学校男性教師。生徒達のパニックを鎮めるために息子・和広の腕に割れた眼鏡を突き刺す。
谷村（たにむら）
大和小学校女性教師。漂流直後に心臓発作を起こし、死亡する。
浅井（あさい）
大和小学校男性教師。漂流後、地震の報道を聞くため手持ちのラジオを聞こうとした。
大塚（おおつか）
大和小学校男性教師、放送部顧問。生徒に対して漂流状況の説明をし、嘘で生徒を安心させる。
山科（やましな）
大和小学校男性教師。給食室を占拠した関谷を説得しに行くが、モップで殴られて失神した後、ロープで縛られた。

### 未来に生きる者
怪虫（かいちゅう）
大和小学校が飛ばされた世界に突如出現した巨大なサソリのような虫。性質は凶暴。通常の武器での攻撃は一切効かず、大弓を撃ち込んだり塩酸をかけても全く効果がない。大和小を襲撃し池垣率いる防衛隊を全滅させた上、多数の児童を殺戮し大和小を全滅の危機に陥れた。精神が眠っている者は襲わない。その正体は仲田の誇大な妄想が具現化された生物で、仲田の食べた物を自分のエネルギーにする。その事実を知った翔らが怪虫の前で生みの親である仲田を殺す振りを行い、体が崩れるように消滅した。
怪虫の仔
怪虫が学校を襲撃した際に産み落としていった生物。虫のような大きさであるが姿は怪虫と同じであり、大群で人を襲い、瞬時に骨にしてしまう。仲田の自害によって姿を消した。
未来人類（みらいじんるい）
大和小学校が飛ばされた世界に闊歩する人類。カマドウマのような形態で、四足歩行をし、背中に大きな目玉が一つある。指は三本で、鉤爪のような爪を持つ。テレパシー能力を有しており、思っている事は喋らなくとも相手に伝わる。死ぬと、他の者が亡くなった者の記憶を必要な部分だけ受け継ぐ。実は現生人類が新しい癌の薬を服用した事によって突然変異したもので、あまりの奇怪な姿から現生人類から迫害されたため、現生人類に強い恨みを持つ（小説版では迫害の内容が少しだけ記載されている）。環境汚染などで現生人類が滅び去った後、地上を支配する。知能は高く、「過ぎ去った物に対する儀式」と称して電車を動かしたり、8ミリ映画を映したりしていた。作中では備蓄食料に発生したキノコを食べた児童数名が四つん這いで移動するようになったうえ背中に目玉ができ、未来人類と同じような存在になっていってしまう（しかし、人間としての自我は残っており、翔たちを逃がすために未来人類と戦う姿が描写されている）。
生存者
翔たちが水を求めて東京駅の地下を探検していた時にいた。骸骨のような姿だが未来人類ではなく普通の人間である。どうやら倉庫内の非常食や仲間の死肉を食べて生き延びていたようだが、翔たちの呼びかけに過剰に反応（自分以外は滅び去ったと思われた人間達との遭遇に驚愕）し、あまりのショックに奇声を上げて頓死した。
未来ヒトデ
未来世界に生息する巨大ヒトデ。動きは遅いが、人間も捕食する（描写は原作と小説版で異なる）。化学薬品が溜まった環境に適応するために進化した生物で体内に化学物質が蓄積しているため食べることができず、焼けば有害な煙が出る。未来人類はこの生物の生き血をすする。この出会いによって翔達は、この世界には食料になるものが存在しないという絶望的な事実を知ることとなる。
巨大な生き物
未来世界における生態系の頂点に君臨する生物。全形は不明だが、ミミズのような形をしており、小説版では太さ10m、長さ1km以上の赤黒い「巨大な蛇」と呼ばれている。海のほうから現れ、口から腐敗臭を出して未来人類や未来ヒトデをおびき寄せ、2本の鞭状のヒゲで一度に飲み込んでしまう。

### 現代にいる者
高松 恵美子（たかまつ えみこ）
山田 信一（やまだ しんいち）
翔の父親
翔の帰還を願いつつ、翔を助けたいあまりに精神的に追い詰められ、常軌を逸した行動を繰り返しているようにしか見えない妻を案じている。妻の恵美子と比べて存在感は薄い（原作では本名も不明である）。翔がメッセージを送る対象は常に「おかあさん」であり、「おとうさん、おかあさん」と二人セットで思い浮かべるケースも稀であり、回想シーンも含め、翔と直接接触する場面も無いほどである。小説版では下の名前は「俊男」（としお）になっている。
馬内 守也（ばない もりや）
学生。漂流当日、大和小学校の校長室から給料を盗んだ犯人。長谷田徳十（はせだ とくしげ）という24歳の男と共に忍び込んだが、長谷田は漂流の時に死亡し、馬内は片腕と右顔面だけが未来へ漂流してしまう。年齢は23歳。どうやらピストルを所持していたらしく、話の序盤で畑や関谷によりそれが使用されている。
最終的には未来に漂流した片腕が帰還を妨害しようとした関谷を殺害。その際にナイフで滅多刺しにされながらもユウちゃんと共に顔と腕が現代へ帰還した。小説版では、学校が未来にタイムスリップした原因となるダイナマイトを校内に持ち込み、それを大友が発見した設定になっている(余談であるがダイナマイトを発見する際、大友を科学クラブの部長であると説明があるが、実際の部長は柳瀬である)。　　　　　　　　　　　
大友の母
一途に息子を想い続ける恵美子とは逆に、多くの母親たち同様、子供たちの帰還を諦めきっている。（しかし小説版では、内心は息子の身を案じ続けており、我が子の帰還を信じて行動し続ける恵美子のことを羨ましいと思っていて、恵美子がテレビ局に乱入し、子どもたちの帰還の為に祈るように呼びかけた際、頭がおかしいと口にしつつも、呆れただけの夫に対し真面目に帰還を祈った）。小説版では、下の名前は「トキヨ」になっている。
ユウちゃんの母
高松家の玄関で恵美子を待ち伏せしていた。恵美子に向かって「勇一がいなくなったのは翔の所為」とまくし立てる。
大木（おおき）
プロ野球選手。所属チームは明らかでないが、ユニフォームには「GIAN」と書かれている。背番号は「6」。翔や信一は彼の大ファン。どのようなピンチでも切り抜ける逆境に強い選手らしい。だが実際には体力に限界が来ており、人々のイメージを壊さないため引退を考えていた。死球を頭部に受けて運ばれた病院で、誘拐犯から子供を助けた際、誘拐犯に首を刺され絶命。その遺体は病院にてミイラとして永久保管される事となる（原作では理由不明だが、後述の小説版ではその旨が語られている）。その際に駆けつけた恵美子が未来でペストに侵されている翔達を救うため、彼の遺体にペストに有効なストレプトマイシンを詰めた事で、未来の翔たちを救うことができた。
エンジェル4
アイドルグループ4人組。恵美子が乱入したテレビ局の歌番組で歌っていた。年齢は不明だが、恵美子は「翔たちと同じくらいの歳」と言っている。

## 構造物
大和小学校
翔たちが通う小学校（恐らく東京都内の区立小）。激しい地震のような揺れによって校舎は近未来へタイムスリップしてしまう。校舎が消失した跡には巨大な穴が残り、学者や警察によって捜索されたり、ゴミの不法投棄が行われたりと色々な事があった。穴の周囲には鉄条網が張られている。また子供たちの帰還を悲観した親たちによって慰霊碑が建立される事もあった。
ホテルケイヨー
新宿のホテル。翔たちがいた現代では照明が燦然と輝く素晴らしいホテルだったが、未来世界では巨大な廃墟となり、当時の見る影も無くなっていた。若原に追い詰められた翔の声が、西の超能力で恵美子に初めて届いた場所。外見のモデルは京王プラザホテル。
東京駅
荒廃した未来世界の東京駅は砂と岩の下に埋もれ、駅の建物の一室は未来人達の集会所と化していた。地下には廃墟となった商店街（八重洲地下街と大丸東京店の地下部分。実在する）が立ち並んでいたが、僅かに生き残った人々の手によって略奪が繰り返され、まともな物資は無いに等しい状態だった。駅の一角には死体が無数に転がっており、翔たちはその付近で屍を食べて命を繋いでいた生存者と出会う。また澄んだ湧水も発見されたが度重なる無茶な工事のために地殻が乱れ、湧水のすぐ下には火山帯が通っていた。
富士大レジャーランド・天国
女番長の最後の言葉を頼りに小学生たちが目指した場所。所在地は富士市（静岡県）周辺とされる。恐竜時代・原始時代・戦国時代・現代（昭和期）・未来などの情景を体験できる未来の娯楽施設のようだが、ここも一様に荒れ果てていた。しかし施設内部のシステムは未だに機能しており、壊れたロボット達が襲いかかって子供たちを苦しめた。またここのコンピューター（小説版では、2034年で計時装置が止まっている。）は客の問いかけに答え、ここで子供たちは現代へ帰るための重要な糸口を掴むことになる。

## 小説
原作：楳図かずお、著：風見潤。原作では語られなかった詳細が、一部で科学的考察も交えて記載されている。また、原作では名字のみだった多くの登場人物の下の名前が明らかになっている。
楳図はノベライズについて、「文章にするのではなく、小説にしてほしい」という注文をつけ、翻訳もしていた風見に直接白羽の矢を立てたという。風見はノベライズに当たって、大和小学校が位置する港区を歩き回ったり、友人の作家である久美沙織と討論をするなどして、第1巻の出版までに2年を費やしている。
- 『漂流教室1 時間漂流篇』角川文庫、1985年 ISBN 4-04-160801-5
- 『漂流教室2 怪虫篇』角川文庫、1985年 ISBN 4-04-160802-3
- 『漂流教室3 黒死篇』角川文庫、1985年 ISBN 4-04-160803-1
- 『漂流教室4 邪教篇』角川文庫、1986年 ISBN 4-04-160804-X
- 『漂流教室5 再生篇』角川文庫、1986年 ISBN 4-04-160805-8

## 漂流教室・UMEZZ PERFECTION!版
2007年10月より12月にかけて、月刊IKKI協力の下、ブックデザイナー・祖父江慎の手で新たな装丁が施され、UMEZZ PERFECTION!第8弾として『漂流教室』が出版された。全三巻（ISBN 978-4-09-181498-2, 978-4-09-181499-9, 978-4-09-181500-2）。
主な特徴として、
- 装丁のテーマは『バイブル―――分断された絆』[5]。
- サンデー掲載時に描かれた扉絵が随所に挿入されており（タイトル等は省かれている）、セリフも可能な限り連載当時のものを再現している。
- コミックス出版時にカットされた連載当時のページや絵を出来る範囲で復活したほか、当時制作されながら、雑誌等には掲載されなかった未使用のカットを収録。
- 一巻分のページ数は700ページを超える。しかし全三巻分の厚さは12cm程。
- 一冊ごとのページ数表記に加え「全話通しページ数」を表記。総ページ数は2200ページを超える。
- 出版時のミスページも修正済み。
- サンデーコミックス十一巻分の話を余す所なく詰め込んである。
- 第一巻のテーマカラーは赤。第二集のテーマカラーは緑。第三集のテーマカラーは青。
- カバーには空押し加工で『漂流教室』のタイトルが入る。

が挙げられる。

## 映画

### 『漂流教室』
1987年、劇場公開作品。東宝東和配給。原作者である楳図かずおや東宝特撮の名監督でもあった本多猪四郎も出演している。
重い内容の原作に対し未来志向の前向きな作品となっており、舞台が神戸のインターナショナル・スクールに変更される、未来人類のデザインや描写が全く違うなど余りにも原作とかけ離れたストーリーだったため、原作者の楳図は自宅（まことちゃんハウス）の縞模様の外壁に怒った近隣住民と同じくらい怒っているといわれる（試写以来、一回も見ていないという）。大林宣彦のフィルモグラフィーの中でも最も影の薄い映画と評される。
当初はオーストラリアの砂漠でロケーション撮影するはずであったが中止となり、全てスタジオ撮影になった。スタジオに大量の砂を持ち込んで、それが教室に流れ込んだりするシーンが特に大変だったという。背景はマットペインティングによるが、『日本特撮・幻想映画全集』（勁文社、1997年）では砂漠の広さを表現できず閉塞的な画面になったと評している。
下記の通り脚本は橋本の個人名義だが、実際は完成した脚本を、大林が全面的に書き直した。怪物がピアノを弾くシーンでは大林が着ぐるみの中に入り、自身が作曲した曲を演奏している。大林はこの怪物の描写にはドラキュラ伯爵をイメージしたという。
大林は「完全な請負仕事で、職業監督に徹した」と回想している。
当時、受験勉強のために俳優業を休業していた林泰文を大林が「お前は俳優としていいものを持っているから、その時期に映画界と離れて過ごすのは人生にとって損失になる。映画も受験も両方やればいいじゃないか」と説得してメインキャストに抜擢した。本作を通しての経験で、林は英語を上手く話せるようになり、英会話留学を志すきっかけとなった。
ビデオテープ、レーザーディスク、VHDディスクで発売されたが廃盤。その後はソフト化されていない。

#### キャスト
- 高松翔 - 林泰文
- あゆみ - 浅野愛子
- マーク - トーマス・サットン
- ルーニー - ケン・スチュワート
- ロブ - ロバート・マカフィー
- 久和みどり - 南果歩
- タガート - トロイ・ドナヒュー
- 勇一 - 佐々木一成
- 勇一の母 - 原田貴和子
- 関谷 - 尾美としのり
- 高松恵美子 - 三田佳子
- 高松芳男 - 小林稔侍
- 大和島博士 - 高橋悦史
- 藤木達也 - 北詰友樹
- ピギィ - マーカス・ドーブ
- ベルナルド - バジェラ・ボザージ
- 警察官 - 楳図かずお、鶴田忍、栩野幸知
- 高松家のお爺ちゃん - 本多猪四郎
- 高松家のお婆ちゃん - 本多きみ

#### スタッフ
- 監督：大林宣彦
- 原作：楳図かずお
- 脚本：橋本以蔵
- 潤色：大林宣彦、石上三登志、小倉洋二
- 音楽：久石譲
  - 「Love Theme」作曲：大林宣彦
- 主題歌：今井美樹「野性の風」
  - 作詞（日本語版）：川村真澄
  - 作詞（英語版）：トミー・スナイダー
  - 作曲：筒美京平
  - 編曲：久石譲
- 撮影：志満義之、宝田武久
- 美術：薩谷和夫
- 音響デザイン：林昌平
- 録音：稲村和巳
- 照明：望月英樹
- 音響効果：柏原満、伊藤克巳、今野康之、神保大介
- 編集：小川信夫、大林宣彦
- 助監督：小倉洋二、吉田多喜男、辻井孝夫
- アニメーション：粟飯原君江
- ビジュアルエフェクトスーパーバイザー：島村達雄
- ピクトリアルデザイン：島倉二千六
- 特殊造型クリエイター：市田喜一
- スタジオ：東宝スタジオ
- 音楽録音：アバコクリエイティブスタジオ
- 現像：IMAGICA
- ロケ協力：神戸市、香りの家オランダ館 ほか
- 製作総指揮：中村賢一
- 製作者：高木盛久、山科誠、山下輝政
- プロデューサー：中島忠史、末吉博彦、篠島継男、莟宜次、小久保章一郎
- 企画：莟宜次
- 企画協力：渡辺繁、木村真章
- 協力プロデューサー：大林恭子
- 企画協力：鎌倉スーパーステーション（ケイエスエス）
- 製作協力：IMAGICA、読売広告社、コダック・ナガセ
- 製作プロダクション：CCJ
- 製作：日本テレビ放送網、バンダイ、東和プロダクション

### 『漂流教室 (DRIFTING SCHOOL)』
1995年公開。アメリカと日本の共作ではあるが日本では劇場公開されておらず、オリジナルビデオ作品として発売。
アメリカの高校が舞台となった。米軍が秘密裏に保持していた殺人衛星の誤射が物語の発端になっていることを始め、原作との違いが非常に多い。(製作当時はまだ初歩的なものであったが)CGが部分的に使用されている。

#### キャスト (DRIFTING SCHOOL)
- トーマス・キング：ビリー・ドラゴ
- ジョン・ロビンソン：ロン・メレンデス
- ピーター・ジャクソン：ババ・スミス
- エミリー・スコット：キャロライン・ウィリアムズ
- ポール：アンドリュー・バラック
- サム：ヒル・ハーパー
- スターン将軍：ヘンリー・シルヴァ
- アンドリュー・モーガン：マイケル・カラン
- ナンシー：シャノン・エッシャー
- サキコ：藤田めいる
- マック・オーヨモ：ヤストミ・フジワラ
- マツオ：小西博之
- ケニー・スミス：ドレイク・ベル

#### スタッフ (DRIFTING SCHOOL)
- 監督：J・J・ミムラ
- 原作：楳図かずお
- 脚本：エリック・シャーマン、伊藤秀裕
- 撮影：チューイ・エリゾンド
- 音楽：ソムトウ・スチャリトカル
- セカンドユニット監督：渡辺武
- Co.プロデューサー：ジャゴウ・ブレスラー
- プロデューサー：ジュン・チャン、イーヤン・チョイ
- 製作総指揮：伊藤秀裕、末吉博彦
- 製作：Tri Vision Entertainment

## テレビドラマ
- 『ロング・ラブレター〜漂流教室〜』
  - 放送期間：2002年1月9日 - 3月20日
  - 放送時間：毎週水曜日 21:00 - 22:00

主演に教師役の常盤貴子と窪塚洋介を据え、フジテレビ系列で放映された。全11話。DVDは全6巻。
なお、1980年代にもフジテレビ系列でドラマ化の計画があったが、諸事情により『ピーマン白書』に企画変更された。

## ラジオドラマ
- 『漂流教室』
  - 放送期間：1985年11月5日～11月15日 (全9回)※11月4日(月)は特別番組のため休止。
  - 放送時間：月〜金曜日 21:40 - 21:55
- 脚色：佐々木守、演出：笹原紀昭
- 出演：菊池英博、岩崎愛、渡部猛、宗形智子、楳図かずお、他

NHK-FM「公園通り21」内のラジオドラマコーナー「アドベンチャーロード」にて放送された。

## 舞台
『漂流教室〜大人たちの放課後〜』のタイトルで上演された。物語の舞台は蝮谷高校（夜間部）に変更されている。
期間・会場
公演期間：2009年9月12日（土） - 9月20日（木）
会場：よしもとプリンスシアター
出演者
高松翔 - 庄司智春（品川庄司）
大友正雄 - 宮下雄也（RUN&GUN）
川田咲子 - 小野真弓
西あゆみ - 伊藤修子（拙者ムニエル）
我猛一平 - 松本慎也（Studio Life）
若原健一 - 山田将之
柳瀬弘之 - 篠崎友（とくお組）
畑佑紀 - 北川仁（とくお組）
池垣純二 - 加藤啓（拙者ムニエル）
関谷久作 - 川下大洋 (Piper)
スタッフ
原作 : 楳図かずお（「漂流教室」小学館刊）
脚本・演出 : 徳尾浩司（とくお組）
美術：泉真
照明：日高勝彦（日高照明）
音響：東山あつ子、筧良太（アラベスク）
舞台監督：山岡均
演出助手：相田剛志
衣裳：遠藤百合子
ヘアメイク：大宝みゆき
制作：藤井麻美（よしもとクリエイティブ・エージェンシー）
制作助手：保坂綾子
プロデューサー：仲良平（よしもとクリエイティブ・エージェンシー）、高田雅士（高田制作所）
企画・製作：(株)よしもとクリエイティブ・エージェンシー